# Nurag

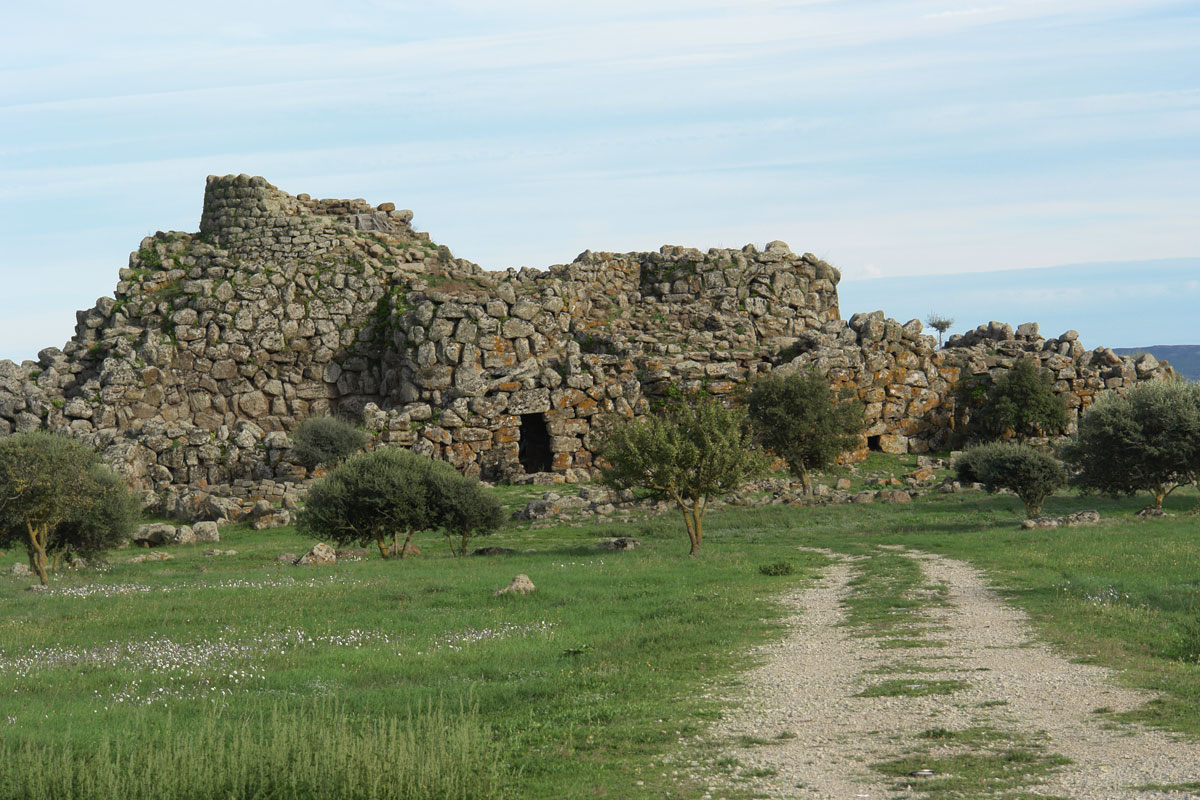
Nuraghe Arrubiu

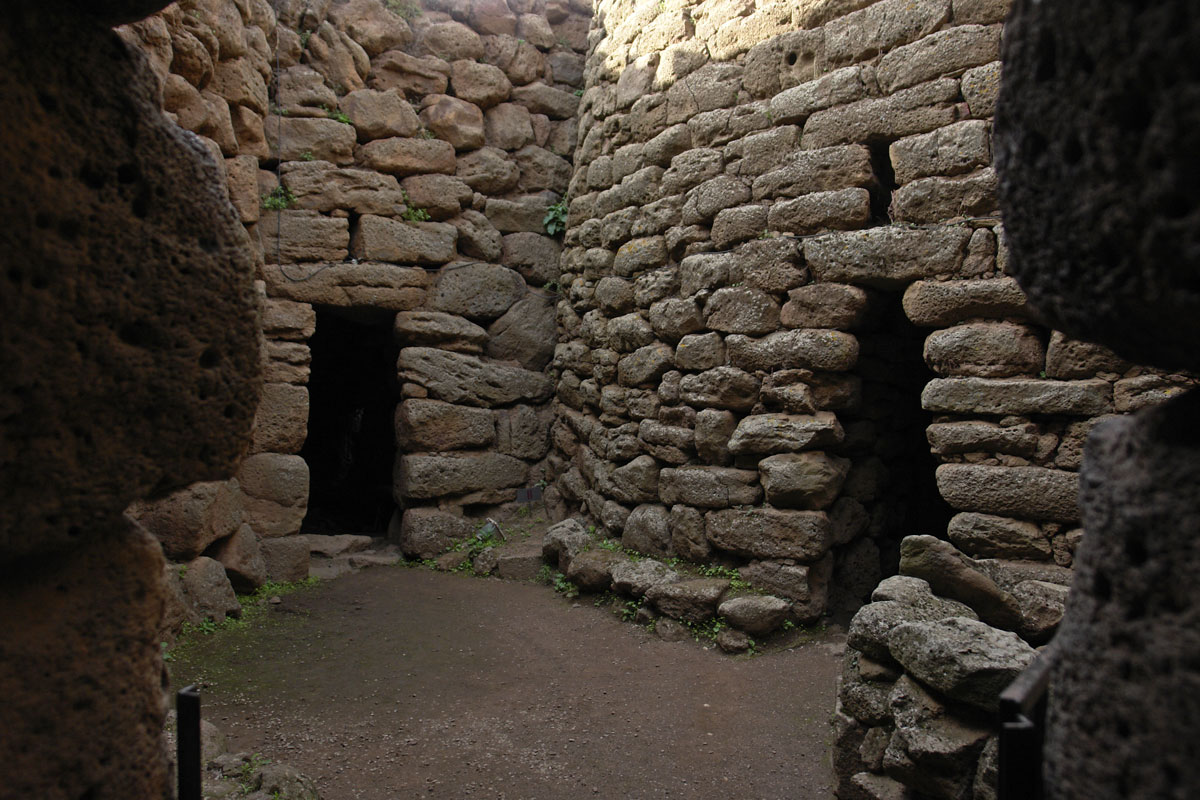
Interiör i Nuraghe Arrubiu

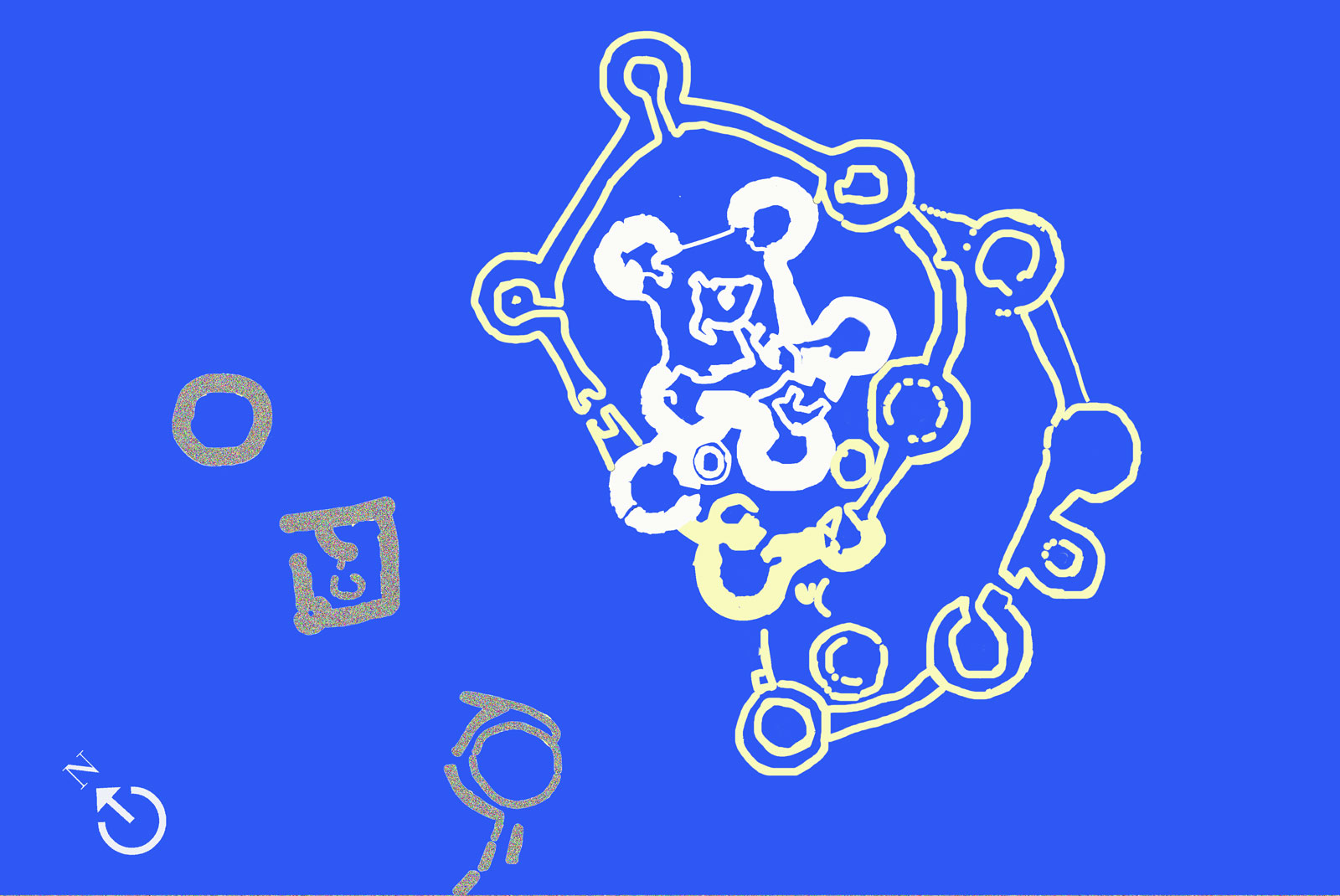
Ritning över Nuraghe Arrubiu

Nurag (italienska: nuraghe, från sardiska) är en byggnad i form av en stympad kon och ett typiskt arkeologiskt monument på Sardinien. Nurager är torn som är över 20 meter höga. Det är inte klarlagt när de byggdes, men de flesta är förmodligen byggda på 1700-talet f.Kr. till 1400. Det finns några som är daterade från 2500-talet f.Kr.. Möjligheten är dock att de kan vara betydligt äldre än så, eftersom arkeologiska utgrävningar har skett i mycket liten skala på Sardinien.
Nurager kan förmodas ha tjänstgjort som försvarsanläggningar eller fursteborgar under den tid då de lokala kopparresurserna troligen skapade en avsevärd export från ön. 
Av 30 000 stycken finns idag 8 000 kvar. Nuraghe Su Nuraxi di Barumini i Barumini är från 500 f.Kr. och med på Unescos världsarvslista.